# Drugi gabinet Julii Gillard
Drugi gabinet Julii Gillard – sześćdziesiąty siódmy w historii gabinet federalny Australii, urzędujący od 14 września 2010 do 26 czerwca 2013. Był trzecim gabinetem z rzędu tworzonym przez Australijską Partię Pracy (ALP).

## Charakterystyka

### Powstanie
Gabinet rozpoczął urzędowanie 14 września 2010, z chwilą złożenia przez ministrów przysięgi przed Quentin Bryce, gubernator generalną Australii. 11 września 2010 premier Julia Gillard ogłosiła jego skład. Powstanie gabinetu było konsekwencją wyborów przeprowadzonych 21 sierpnia 2010 roku. Rządząca dotąd ALP uzyskała tyle samo mandatów w Izbie Reprezentantów co blok prawicowych partii opozycyjnych znanych jako Koalicja. Udało się jej jednak wynegocjować poparcie trzech deputowanych niezależnych oraz przedstawiciela Australijskich Zielonych, dzięki czemu możliwe stało się utworzenie rządu mniejszościowego.

### Udział byłego premiera
Gillard była pierwszym od kilkudziesięciu lat premierem Australii, który powołał w skład swojego gabinetu swego poprzednika. Kevin Rudd objął tekę szefa australijskiej dyplomacji, co stanowiło wypełnienie obietnicy danej byłemu szefowi rządu i jego zwolennikom, gdy w czerwcu 2010 wskutek wewnątrzpartyjnego przewrotu Gillard zastąpiła go jako lidera ALP i premiera. W lutym 2012 Rudd usiłował dokonać tego samego w stosunku do Gillard – najpierw ostentacyjnie podał się do dymisji, a następnie wymusił na pani premier rozpisanie wyborów szefa partii, w których jednak ostatecznie zdecydowanie jej uległ.

### Okoliczności dymisji
W czerwcu 2013, na fali pogarszających się wyników sondaży, które nie dawały Gillard szansy na reelekcję w zaplanowanych na wrzesień wyborach, Rudd postanowił raz jeszcze wystartować przeciwko pani premier w wyborach lidera partii. Jednocześnie oświadczył, iż w wypadku przegranej całkowicie wycofa się z polityki. W przeprowadzonym 26 czerwca 2013 głosowaniu większość członków klubu parlamentarnego ALP  poparła Rudda jako swojego nowego lidera, co automatycznie dało mu funkcję szefa całej partii na szczeblu federalnym. W tej sytuacji Gillard była zmuszona złożyć dymisję. Dzień później powstał drugi gabinet Kevina Rudda.

## Skład
| stanowisko | osoba              | od               | do              |
| --- | ------------------ | ---------------- | --------------- |
| premier | Julia Gillard      | 14 września 2010 | 26 czerwca 2013 |
| wicepremier | Wayne Swan         | 14 września 2010 | 26 czerwca 2013 |
| minister skarbu | Wayne Swan         | 14 września 2010 | 26 czerwca 2013 |
| minister spraw zagranicznych | Kevin Rudd         | 14 września 2010 | 22 lutego 2012  |
| minister spraw zagranicznych | Greg Combet (p.o.) | 22 lutego 2012   | 13 marca 2012   |
| minister spraw zagranicznych | Bob Carr           | 13 marca 2012    | 26 czerwca 2013 |
| minister szkolnictwa wyższego, zatrudnienia, umiejętności i relacji w miejscu pracy (od 14 grudnia 2011 minister szkolnictwa wyższego, umiejętności, nauki i badań)                                                 | Chris Evans        | 14 września 2010 | 4 lutego 2013   |
| minister szkolnictwa wyższego, zatrudnienia, umiejętności i relacji w miejscu pracy (od 14 grudnia 2011 minister szkolnictwa wyższego, umiejętności, nauki i badań)                                                 | Chris Bowen        | 4 lutego 2013    | 25 marca 2013   |
| minister szkolnictwa wyższego, zatrudnienia, umiejętności i relacji w miejscu pracy (od 14 grudnia 2011 minister szkolnictwa wyższego, umiejętności, nauki i badań)                                                 | Craig Emerson      | 25 marca 2013    | 26 czerwca 2013 |
| minister ds. regionalnej Australii, rozwoju regionalnego, samorządu lokalnego i sztuki (od 25 marca 2013 minister rozwoju regionalnego i samorządów lokalnych)                                                      | Simon Crean        | 14 września 2010 | 25 marca 2013   |
| minister ds. regionalnej Australii, rozwoju regionalnego, samorządu lokalnego i sztuki (od 25 marca 2013 minister rozwoju regionalnego i samorządów lokalnych)                                                      | Anthony Albanese   | 25 marca 2013    | 26 czerwca 2013 |
| minister obrony | Stephen Smith      | 14 września 2010 | 26 czerwca 2013 |
| minister zdrowia i osób starszych (od 14 grudnia 2011 minister zdrowia) | Nicola Roxon       | 14 września 2010 | 14 grudnia 2011 |
| minister zdrowia i osób starszych (od 14 grudnia 2011 minister zdrowia) | Tanya Plibersek    | 14 grudnia 2011  | 26 czerwca 2013 |
| minister ds. rodzin, mieszkalnictwa, służb społecznych i spraw ludności rdzennej | Jenny Macklin      | 14 września 2010 | 26 czerwca 2013 |
| minister infrastruktury i transportu | Anthony Albanese   | 14 września 2010 | 26 czerwca 2013 |
| minister ds. szerokopasmowego Internetu, komunikacji i gospodarki cyfrowej | Stephen Conroy     | 14 września 2010 | 26 czerwca 2013 |
| minister innowacji, przemysłu, nauki i badań (od 14 grudnia 2011 minister przemysłu i innowacyjności) | Kim Carr           | 14 września 2010 | 14 grudnia 2011 |
| minister innowacji, przemysłu, nauki i badań (od 14 grudnia 2011 minister przemysłu i innowacyjności) | Greg Combet        | 14 grudnia 2011  | 26 czerwca 2013 |
| minister produkcji przemysłowej | Greg Combet        | 5 marca 2012     | 26 czerwca 2013 |
| minister finansów i deregulacji | Penny Wong         | 14 września 2010 | 26 czerwca 2013 |
| minister szkolnictwa, małych dzieci i młodzieży | Peter Garrett      | 14 września 2010 | 26 czerwca 2013 |
| prokurator generalny | Robert McClelland  | 14 września 2010 | 14 grudnia 2011 |
| prokurator generalny | Nicola Roxon       | 14 grudnia 2011  | 4 lutego 2013   |
| prokurator generalny | Mark Dreyfus       | 4 lutego 2013    | 26 czerwca 2013 |
| wiceprzewodniczący Federalnej Rady Wykonawczej | Robert McClelland  | 14 września 2010 | 5 marca 2012    |
| wiceprzewodniczący Federalnej Rady Wykonawczej | Tony Burke         | 5 marca 2012     | 26 czerwca 2013 |
| minister rolnictwa, rybołówstwa i leśnictwa | Joe Ludwig         | 14 września 2010 | 26 czerwca 2013 |
| minister zrównoważonego rozwoju, środowiska, wody, ludności i społeczności | Tony Burke         | 14 września 2010 | 26 czerwca 2013 |
| minister surowców, energii i turystyki | Martin Ferguson    | 14 września 2010 | 25 marca 2013   |
| minister surowców, energii i turystyki | Gary Gray          | 25 marca 2013    | 26 czerwca 2013 |
| minister imigracji i obywatelstwa | Chris Bowen        | 14 września 2010 | 4 lutego 2013   |
| minister imigracji i obywatelstwa | Brendan O’Connor   | 4 lutego 2013    | 26 czerwca 2013 |
| minister handlu | Craig Emerson      | 14 września 2010 | 26 czerwca 2013 |
| minister ds. konkurencyjności | Craig Emerson      | 5 marca 2012     | 26 czerwca 2013 |
| minister ds. zmian klimatycznych i efektywności energetycznej | Greg Combet        | 14 września 2010 | 26 czerwca 2013 |
| minister ds. mieszkalnictwa, bezdomności i zarządzania kryzysowego (od 5 marca 2012 minister ds. małych przedsiębiorstw, mieszkalnictwa i bezdomności) (od 4 lutego 2013 minister ds. mieszkalnictwa i bezdomności) | Robert McClelland  | 14 grudnia 2011  | 5 marca 2012    |
| minister ds. mieszkalnictwa, bezdomności i zarządzania kryzysowego (od 5 marca 2012 minister ds. małych przedsiębiorstw, mieszkalnictwa i bezdomności) (od 4 lutego 2013 minister ds. mieszkalnictwa i bezdomności) | Brendan O’Connor   | 5 marca 2012     | 26 czerwca 2013 |
| minister ds. zatrudnienia i relacji w miejscu pracy | Bill Shorten       | 14 grudnia 2011  | 26 czerwca 2013 |
| minister służb finansowych i ubezpieczeń emerytalnych | Bill Shorten       | 14 grudnia 2011  | 26 czerwca 2013 |
| minister zdrowia psychicznego i osób starszych | Mark Butler        | 14 grudnia 2011  | 26 czerwca 2013 |
| minister ds. przeciwdziałania wykluczeniu społecznemu | Mark Butler        | 14 grudnia 2011  | 26 czerwca 2013 |
| minister zarządzania kryzysowego | Nicola Roxon       | 5 marca 2012     | 4 lutego 2013   |
| minister zarządzania kryzysowego | Mark Dreyfus       | 4 lutego 2013    | 26 czerwca 2013 |
| minister ds. małych przedsiębiorstw | Chris Bowen        | 4 lutego 2013    | 25 marca 2013   |
| minister ds. małych przedsiębiorstw | Gary Grey          | 25 marca 2013    | 26 czerwca 2013 |
| specjalny minister stanu | Mark Dreyfus       | 25 marca 2013    | 26 czerwca 2013 |
| minister ds. służby publicznej i uczciwości | Mark Dreyfus       | 25 marca 2013    | 26 czerwca 2013 |
| sekretarz gabinetu | Jason Clare        | 25 marca 2013    | 26 czerwca 2013 |
| minister sprawiedliwości | Jason Clare        | 25 marca 2013    | 26 czerwca 2013 |
| minister spraw wewnętrznych | Jason Clare        | 25 marca 2013    | 26 czerwca 2013 |
| minister sztuki | Tony Burke         | 25 marca 2013    | 26 czerwca 2013 |